# ویکشنیای
ویکشنیای (به لاتین: Viekšniai) در لیتوانی با جمعیت ۲٬۲۴۸ نفر است که در samogitia واقع شده‌است.